# Clathria darwinensis
Clathria darwinensis är en svampdjursart som beskrevs av Hooper 1996. Clathria darwinensis ingår i släktet Clathria och familjen Microcionidae. Inga underarter finns listade i Catalogue of Life.